# Dorin Teodorescu
Dorin Teodorescu (n. 15 iulie 1943, Timișoara, România – d. 26 martie 1999, București, România) a fost un tenor român, profesor de canto al Universității de Muzică din București și director al Teatrului de Operetă din București.

## Discografie
- Famous Arias From Operettas Electrecord, ST-ECE 03182, LP, Vinyl, 1987
- Canzone Di Napoli , Electrecord, ST-ECE 03599, LP, Vinyl, 1989
- Canțonete, Electrecord, STC 00613, Casetă, 1989
- El Ultimo Romantico (Canțonete Și Pagini Celebre Din Opere), Electrecord, STC 00938, Casetă, 1993
- Imaginea unui destin, Electrecord, EDC 534, CD, 2003